# 236e régiment d'infanterie

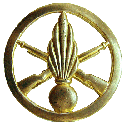
insigne de béret d'infanterie

Le 236e régiment d'infanterie (236e RI) est un régiment d'infanterie de l'Armée de terre française constitué en 1914 avec les bataillons de réserve du 36e régiment d'infanterie.
À la mobilisation, chaque régiment d'active créé un régiment de réserve dont le numéro est le sien plus 200.

## Création et différentes dénominations
- Mis sur pied le 2 août 1914, le 236e régiment d'infanterie est composé de réservistes qui sont en majeure partie des Normands de Caen et des Parisiens.
- Le régiment dépend de la 105e brigade[Laquelle ?], au sein de la 53e division et du 4e groupe de divisions de réserve.
- Il est dissout le 30 juin 1918. Deux de ses bataillons sont incorporés au sein du 205e régiment d'infanterie. La 3e compagnie ainsi que la compagnie hors rang (CHR) sont versées dans le 319e régiment d'infanterie.
- Mai 1940 : le régiment est reformé.

## Chefs de corps
Campagne 1914-18 :
- du 2 août au 15 septembre 1914 : lieutenant-colonel Clément-Louis Mauriot (grièvement blessé le 15 septembre 1914 au combat de Sapigneul).
- du 15 au 20 septembre 1914 : chef de bataillon Bénard (par intérim).
- du 20 septembre 1914 au 2 octobre 1915 : chef de bataillon puis lieutenant-colonel Henri Arnaud (gravement blessé le 2 octobre 1915).
- du 2 au 5 octobre 1915 : capitaine Alibert (par intérim).
- du 5 octobre 1915 au 18 février 1916 : lieutenant-colonel Naguet de Saint-Vulfran.
- du 18 février 1916 au 17 février 1918 : lieutenant-colonel puis colonel Henri Arnaud.
- du 17 février au 3 mars 1918 : chef de bataillon Broyelle (par intérim).
- du 3 mars au 30 juin 1918 (date de dissolution du régiment) : lieutenant-colonel Gélin.

Campagne 1939-40 :
- 1940 : colonel Ourta.

## Historique des garnisons, combats et batailles du236eRI

### Première Guerre mondiale
Affectations : Casernement Caen, 105e Brigade d'Infanterie, 3e Région, 4e Groupe de Réserve à la 53e Division de Réserve d'août 1914 à juillet 1918.

#### 1914
- Le 11 août, cantonnements à Fontaine-lès-Vervins.
- Le 29 août, le régiment (en particulier sa 23e compagnie sous les ordres du capitaine de Breuvery) prend Hinacourt, Benay et garde les passages de l’Oise. Il résista pendant deux heures aux attaques de trois bataillons allemands. Cette résistance, dans le cadre de la bataille dite de Guise, permit au régiment de se replier sur Vendeuil, La Fère, Moy et Renansart.
- Le 3 septembre 1914, le régiment traverse la Marne à Mont-Saint-Père, dépasse Condé-en-Brie et livre un combat proche de Courboin.
- Le 6 septembre, le régiment est cantonné à Beauchery.

- Début août en réserve, Bataille de Guise... Défense des ponts de L'Aisne... Bataille de La Marne... Combat de Sapigneul... Course à la mer... attaque de Mametz.

#### 1915
Somme... Vosges... Bataille de Champagne...

#### 1916
Oise... Bataille de la Somme...

#### 1917
Canal de L'Oise... Aisne... Chemin des Dames...

#### 1918
Oise... Secteur ouest de Lassigny.
Régiment dissous en juillet 1918, des troupes rejoignent le 419e régiment d'infanterie.

### Seconde Guerre mondiale
Formé le 29 mai 1940 à Rivesaltes par le CMI no 31 avec des éléments de la 5e division d'infanterie motorisée et 55e division d'infanterie sous les ordres du colonel Ourta. Il appartient à la 237e division légère d'infanterie (Nord Est allégé).

## Drapeau
Il porte, cousues en lettres d'or dans ses plis, les inscriptions suivantes :
- Artois 1915
- Somme 1916

## Décoration
Aucune citation au régiment mais des citations aux 22e et 23e compagnies.

## Sources et bibliographie
- Archives militaires du Château de Vincennes.
- Serge Andolenko, Recueil d'historiques de l'infanterie française, Paris, Eurimprim, 1969, 413 p. (OCLC 23418405)